# Conyers
Conyers – miasto w stanie Georgia w Stanach Zjednoczonych o powierzchni 30,9 km², zamieszkiwane przez 19 505 osób (2023).

## Urodzeni w Conyers
- Dakota Fanning – amerykańska aktorka
- Elle Fanning – amerykańska aktorka
- Holly Hunter – amerykańska aktorka

## Galeria

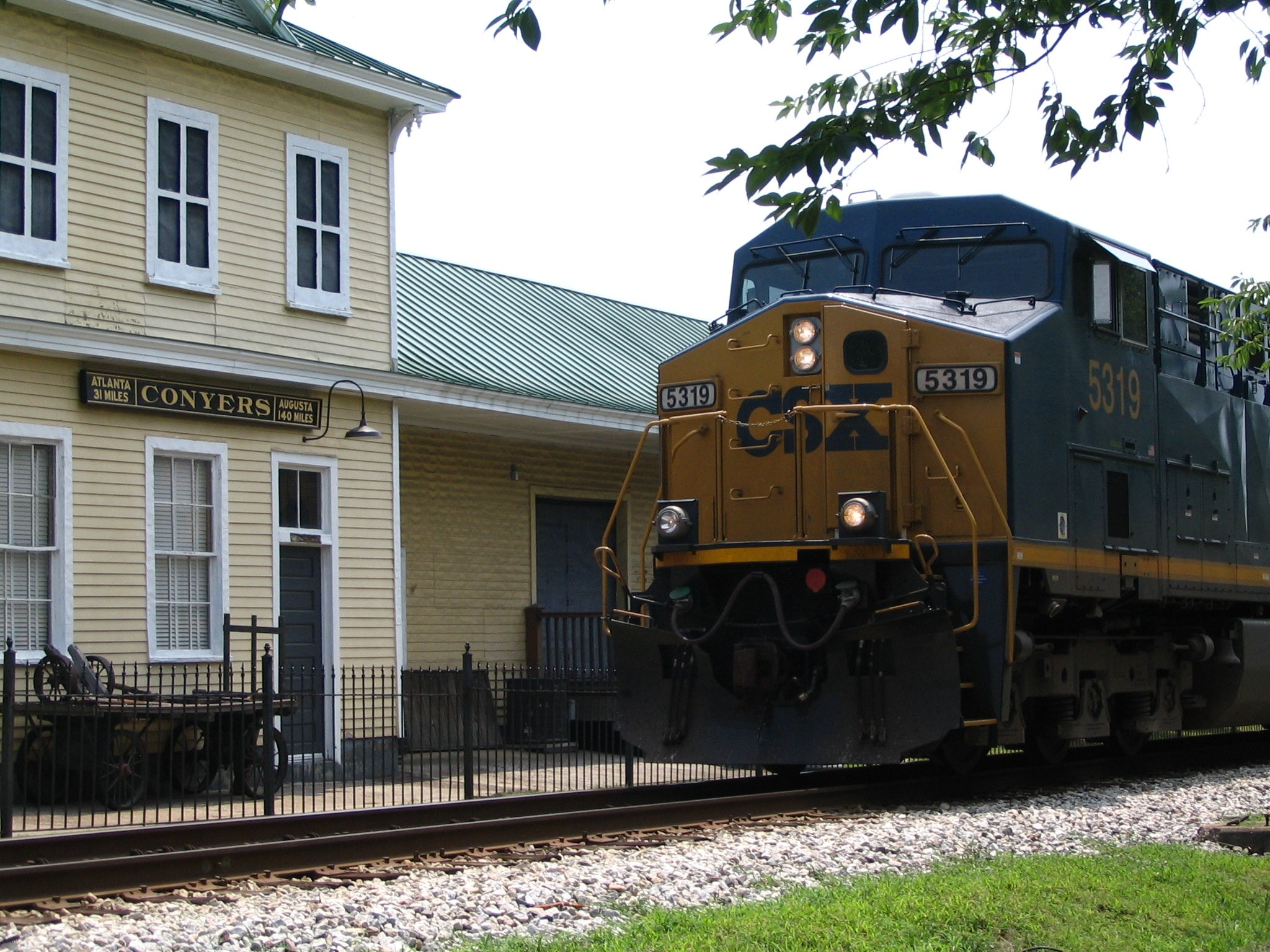
Lokomotywa w Conyers
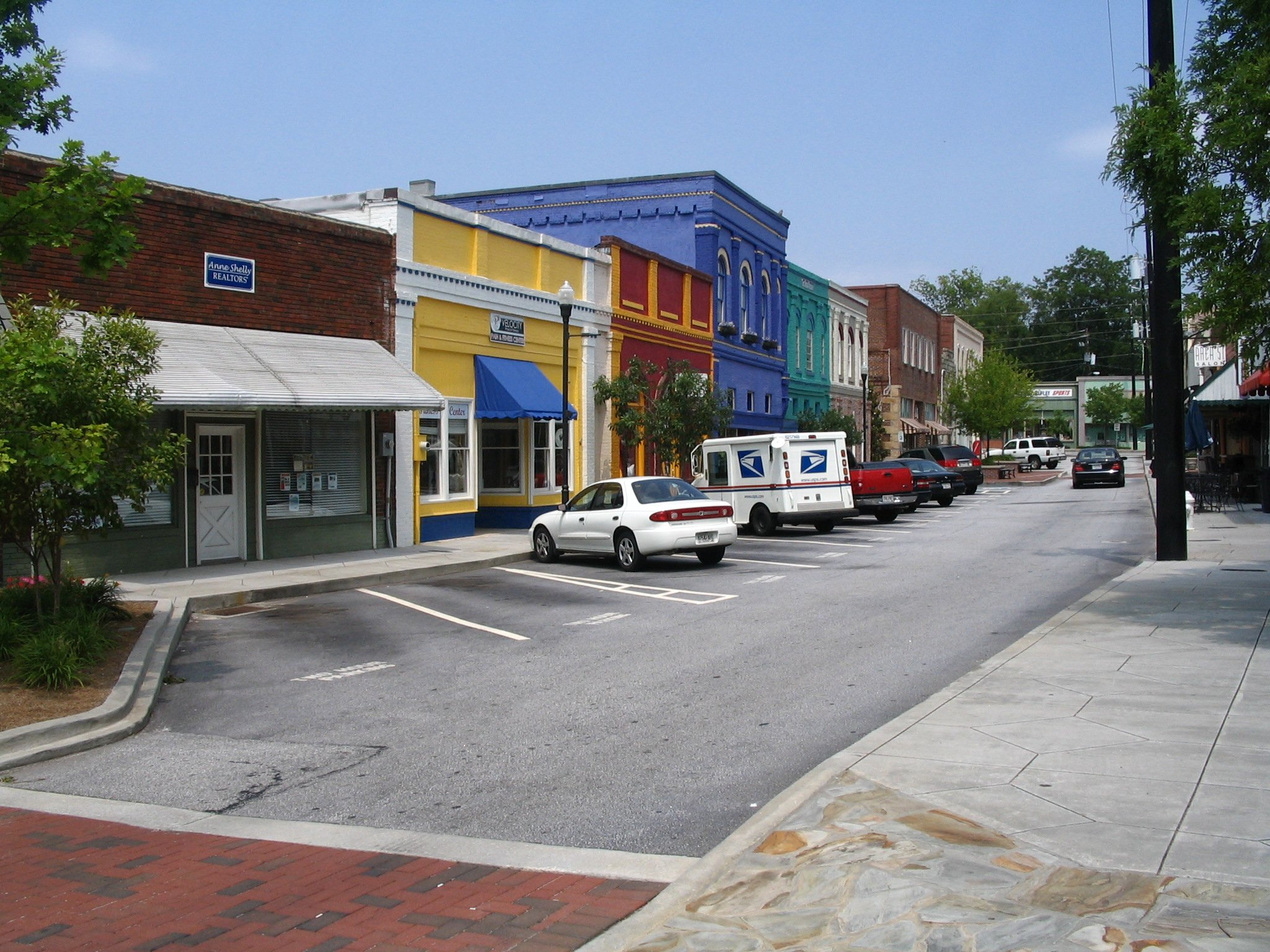
Stare miasto, Conyers
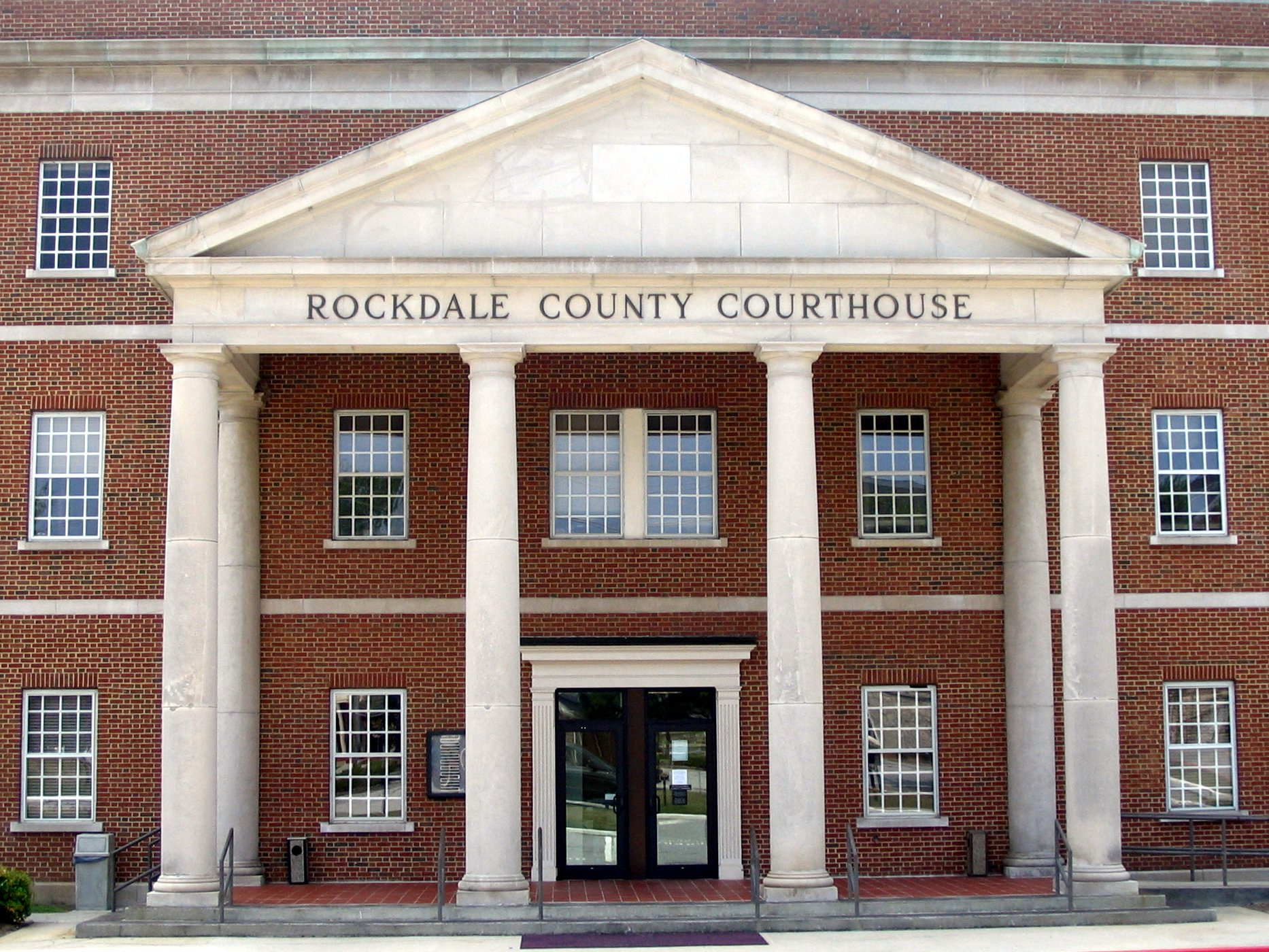
Rockdale County Courthouse w Conyers